# Gymnasium in Deutschland

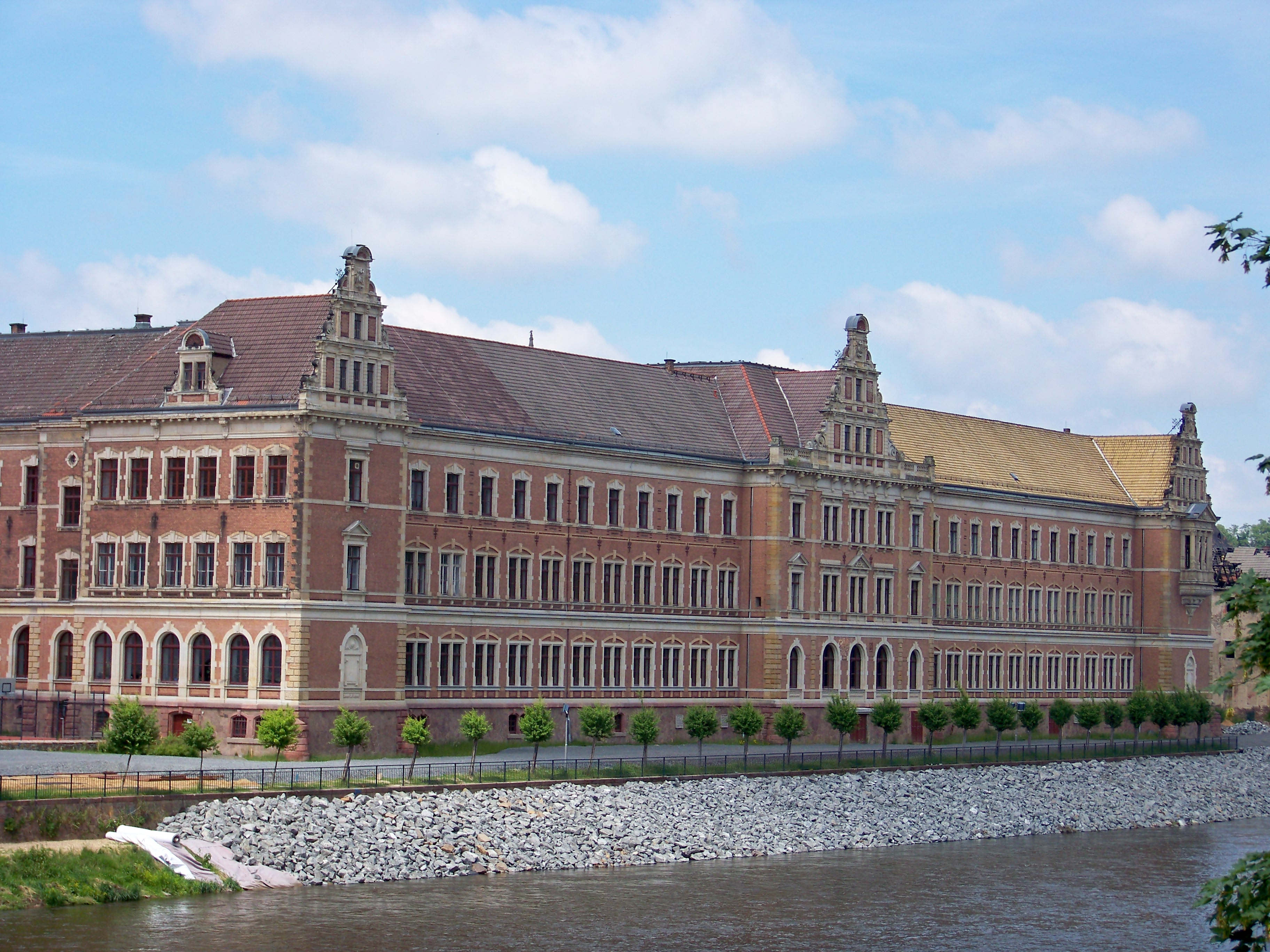
Gymnasium Grimma

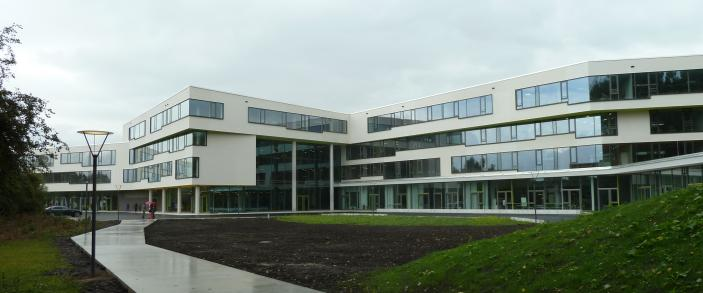
Gymnasium Ergolding

Das Gymnasium als Teil des Schulsystems in Deutschland ist eine Sekundarschule mit einem Schwerpunkt auf theoretischem Unterricht und der Vorbereitung auf eine anschließende weiterführende akademische Ausbildung (Studium).

## Allgemeines
Die Schüler eines Gymnasiums werden als Gymnasiasten bezeichnet. Sie beginnen ihre Schullaufbahn im Alter von etwa zehn bzw. zwölf Jahren, je nachdem, ob die Grundschule in dem betroffenen Bundesland vier oder sechs Jahre lang dauert. Meistens entscheidet eine Empfehlung der Grundschullehrer über die Art der weiterführenden Schule, allerdings existieren in den Bundesländern verschiedene Ausnahmen von dieser Regel. In einigen Bundesländern können Eltern eine zusätzliche Prüfung ihres Kindes verlangen, in anderen sind die Empfehlungen nicht bindend und Eltern können sich darüber hinwegsetzen.
Klassischerweise dauerte die Schullaufbahn eines Gymnasiasten seit der preußischen Schulreform des 19. Jahrhunderts neun Jahre. Nachdem die Nationalsozialisten diesen Schulbesuch auf acht Jahre verkürzt hatten (unter anderem mit der Begründung, eine „schädliche Überbildung der Jugend“ zu vermeiden), wurde nach dem Zweiten Weltkrieg in Westdeutschland wieder das neunjährige Gymnasium eingeführt, während im Osten Deutschlands unter Einfluss der Sozialistischen Einheitspartei Deutschlands (SED) die verkürzte Ausbildung beibehalten wurde (siehe Erweiterte Oberschule). Um das Jahr 2004 gab es auch in den alten Bundesländern das starke Bestreben, die gymnasiale Schullaufbahn auf acht Jahre (G8) zu beschneiden. Die zwischenzeitlich umgesetzten Schulzeitverkürzungen wurden allerdings in der überwiegenden Mehrzahl aller Bundesländer in den späten 2010er Jahren wieder zurückgenommen und stattdessen das langjährig übliche Abitur nach der 13. Jahrgangsstufe (G9) wieder eingeführt (siehe Abitur nach zwölf Jahren).
Den erfolgreichen Abschluss bildet der höchste deutsche Schulabschluss, die allgemeine Hochschulreife, auch kurz als Abitur bezeichnet. Unter der Voraussetzung, dass die Zulassungsbedingungen zur Abiturprüfung erfüllt werden, ist die Teilnahme an der jährlich angebotenen Prüfung möglich. Da die Schulpflicht mit dem Ende des Unterrichts formal erfüllt wurde, ist die Abiturprüfung selber für die Schüler nicht verpflichtend, sondern die Teilnahme ist freiwillig und bedarf der vorherigen Anmeldung.
Neben den öffentlich finanzierten Gymnasien gibt es auch kirchlich oder privat getragene Gymnasien, die zum Teil Schulgeld verlangen. Diese Gebühren liegen allerdings deutlich unter denen vergleichbarer Schulen in anderen europäischen Ländern oder in Amerika. Vergleichbare ausländische Schultypen sind die frühere britische “Grammar School” oder die US-amerikanische „College-preparatory school“.
Der Unterricht findet an Gymnasien meistens vormittags statt, wobei insbesondere während der Schulzeitverkürzungen im Rahmen von G8 auch an den Gymnasien ein Trend zur (offiziellen oder inoffiziellen) Ganztagsschule erkennbar war. Einige wenige Gymnasien werden als Internat betrieben. Die allermeisten Gymnasien sind koedukativ, es gibt aber auch Gymnasien, an denen Jungen und Mädchen noch getrennt unterrichtet werden.
Kinder von Akademikern haben in Deutschland bei gleicher Kompetenz und Intelligenz eine dreieinhalbmal höhere Chance, auf das Gymnasium zu kommen, als Kinder von Facharbeitern.

## Geschichte

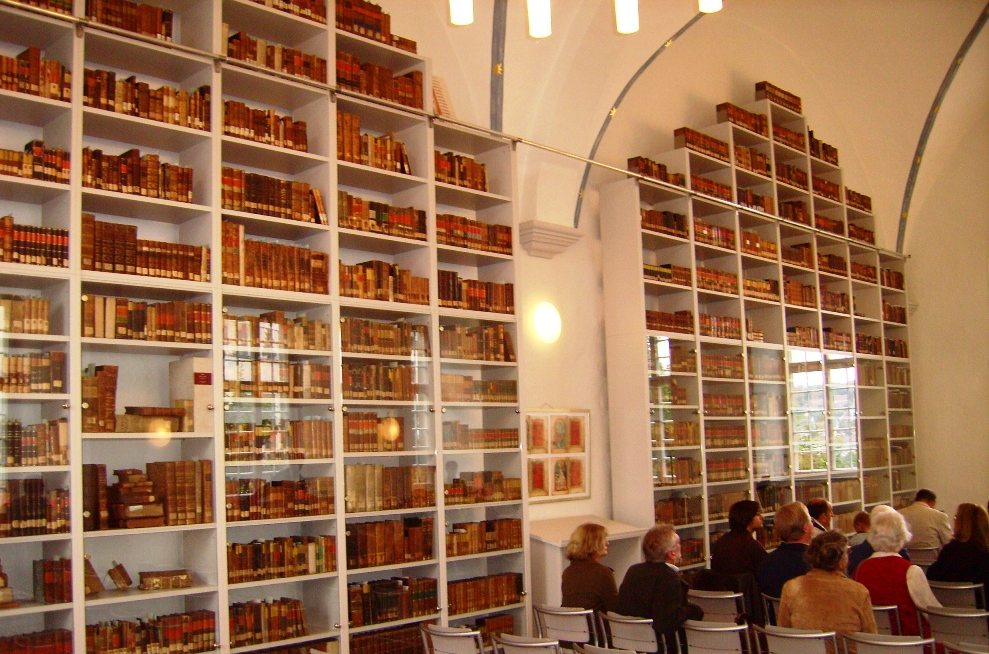
Historische Schulbibliothek des Gymnasiums Laurentianum Arnsberg

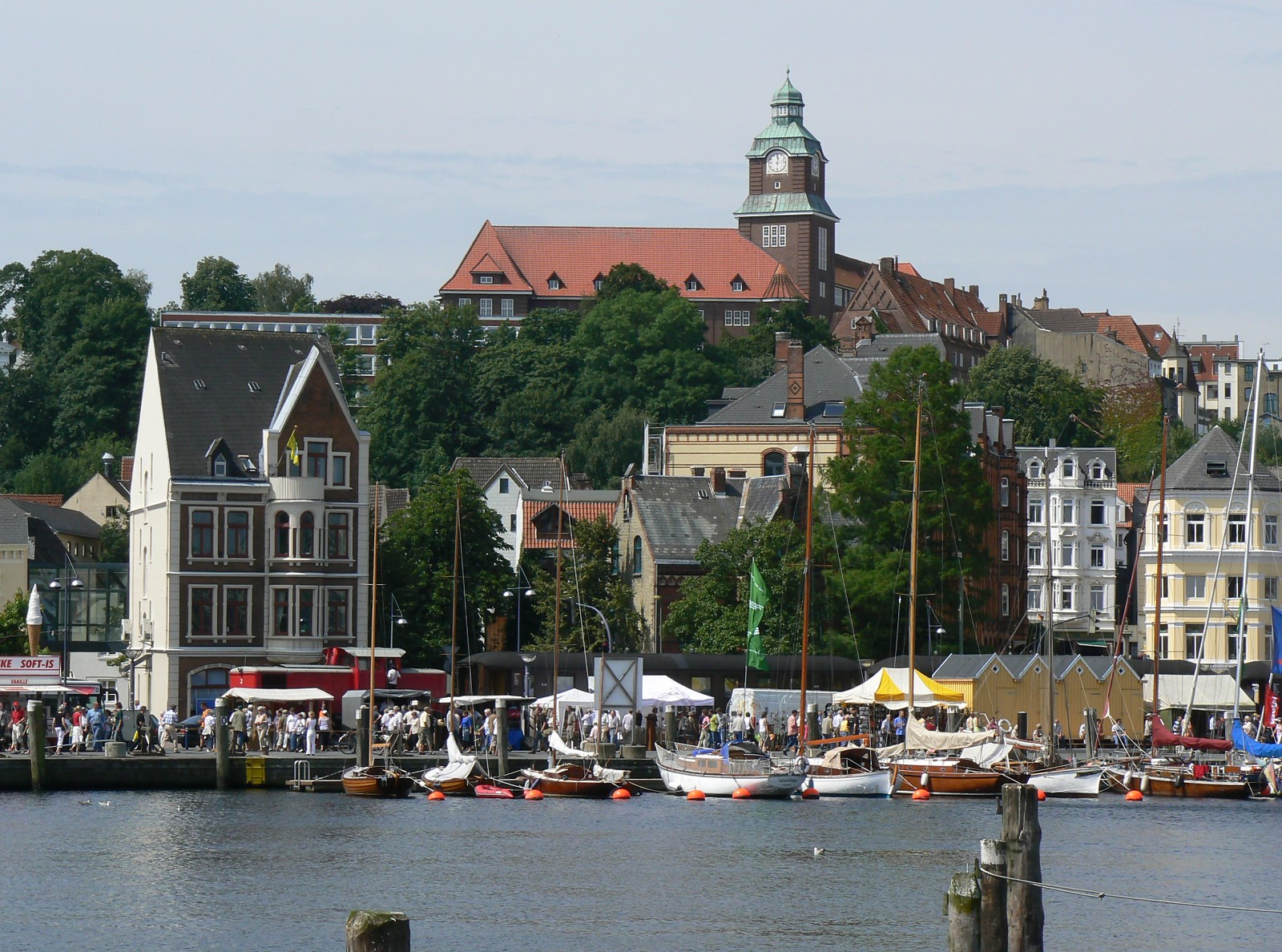
Blick über den Hafen auf das Alte Gymnasium Flensburg

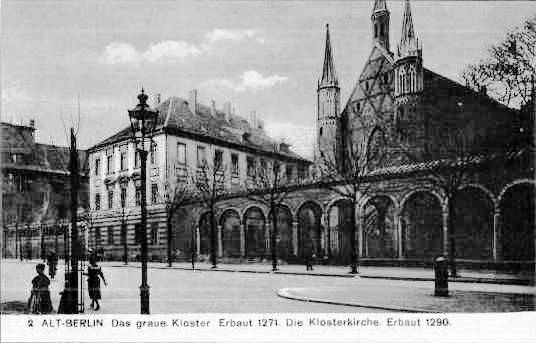
Berlinisches Gymnasium zum Grauen Kloster (1910)

Das Gymnasium erwuchs aus der humanistischen Bewegung des 16. Jahrhunderts, das erste Schulsystem, welches auch Gymnasien umfasste, entstand 1528 in Sachsen.

## Gymnasien für Mädchen

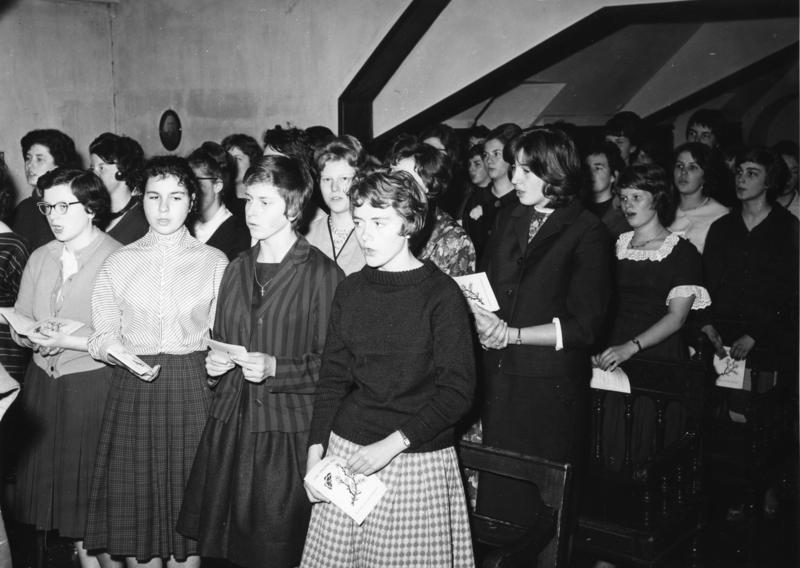
Schülerinnen des Gymnasiums Nonnenwerth, einer reinen Mädchenschule, 1960

Der Besuch einer weiterführenden Schule wurde für Mädchen erst Ende des 19. Jahrhunderts möglich. Ein großer Schritt war die Petition von 1887 an das Preußische Unterrichtsministerium mit der Bitte um Gleichstellung der Mädchenausbildung mit der höheren Knabenausbildung. Begleitet wurde diese Petition mit der Schrift Über die höhere Mädchenschule und ihre Bestimmung, der sogenannten Gelben Broschüre von Helene Lange, in der sie eindringlich Kritik an der bestehenden Form der höheren Mädchenbildung übte.
Die ersten Mädchengymnasien (Lyzeen) entstanden ausschließlich aufgrund privater Initiativen, ohne staatliche Unterstützung. So wurde das erste Mädchengymnasium auf dem Gebiet des heutigen Deutschlands vom Verein Frauenbildungsreform unter Leitung von Hedwig Kettler 1893 in Karlsruhe gegründet. Bedingung für die Aufnahme war der sechsjährige Besuch einer Höheren Mädchenschule.
Erst im frühen 20. Jahrhundert gab es einen Anstieg der Anzahl von Mädchengymnasien, die den Grundstein für den Zugang von Frauen zu einer Universitätsbildung legten.
Koedukative Gymnasien wurden in den 1970er Jahren üblich, heute gibt es kaum noch geschlechtsgetrennt unterrichtende Schulen.

## Klassische Jahrgangsbezeichnungen der Gymnasien
Die Jahrgänge an Gymnasien werden traditionell lateinisch bezeichnet und vom Abitur (Schullaufbahnende) her gezählt. Aufbauend auf einer vierjährigen Grundschulzeit lauten daher die klassischen Jahrgangsbezeichnungen:
| 5. Klasse                                                                                  | 5. Klasse        | Sexta        | 1. Schulklasse des Gymnasiums |
| 6. Klasse                                                                                  | 6. Klasse        | Quinta       | 2. Schulklasse                |
| 7. Klasse                                                                                  | 7. Klasse        | Quarta       | 3. Schulkasse                 |
| 8. Klasse                                                                                  | 8. Klasse        | Untertertia  | 4. Schulklasse                |
| 9. Klasse                                                                                  | 9. Klasse        | Obertertia   | 5. Schulklasse                |
| Einführungsphase in G8                                                                     | 10. Klasse in G9 | Untersekunda | 6. Schulklasse                |
| Einführungsphase in G9 bzw. Qualifikationsphase 1 oder Q1 und Q2 in G8                     | 11. Klasse       | Obersekunda  | 7. Schulklasse                |
| Qualifikationsphase 1 oder Q1 und Q2 in G9 bzw. Qualifikationsphase 2 oder Q3 und Q4 in G8 | 12. Klasse       | Unterprima   | 8. Schulklasse                |
| Qualifikationsphase 2 oder Q3 und Q4 in G9                                                 | 13. Klasse       | Oberprima    | 9. Schulklasse                |

## Moderne Sprachen
Die Einführung von Unterricht in Französisch und Englisch im frühen 20. Jahrhundert markierte den größten Wechsel im deutschen Schulsystem seit Einführung der Realschulen im 18. Jahrhundert. Heutzutage unterrichten alle Gymnasien in Niedersachsen, Schleswig-Holstein, Bremen, Hamburg, Nordrhein-Westfalen, Hessen, Rheinland-Pfalz, Baden-Württemberg und Bayern verpflichtend Englisch (meistens als erste Fremdsprache) sowie mindestens eine weitere Fremdsprache. Dies ist mehrheitlich Französisch (meistens angeboten als zweite oder dritte Fremdsprache, fakultativ zu Latein). Viele Gymnasien bieten bei der zweiten Fremdsprache eine Wahl an – alternativ zu Französisch ist dies zumeist Latein (als erste Fremdsprache an klassischen humanistischen Gymnasien, ansonsten als zweite oder dritte Fremdsprache), allerdings nimmt die Beliebtheit von Spanisch als zweite Fremdsprache stetig zu. Außerdem werden auch Altgriechisch (als fakultative dritte Fremdsprache an humanistischen Gymnasien) sowie vereinzelt weitere moderne Sprachen (u. a. Russisch, Italienisch, Dänisch, Niederländisch, Polnisch) unterrichtet.

## Unterrichtssprache
An den meisten Gymnasien wird der Unterricht (außer im Fremdsprachenunterricht) auf Hochdeutsch durchgeführt, auch dort, wo das Hochdeutsche nicht dem vorherrschenden Dialekt entspricht. Einige spezialisierte Gymnasien unterrichten allerdings auch zum Teil oder vollständig auf Englisch oder Französisch. In Südschleswig bestehen daneben zudem zwei dänische (Duborg-Skolen und A. P. Møller-Skolen) und in der Lausitz zwei sorbische Gymnasien (Sorbisches Gymnasium Bautzen und Niedersorbisches Gymnasium Cottbus) mit dänischer bzw. sorbischer Unterrichtssprache.

## Unterrichtsfächer

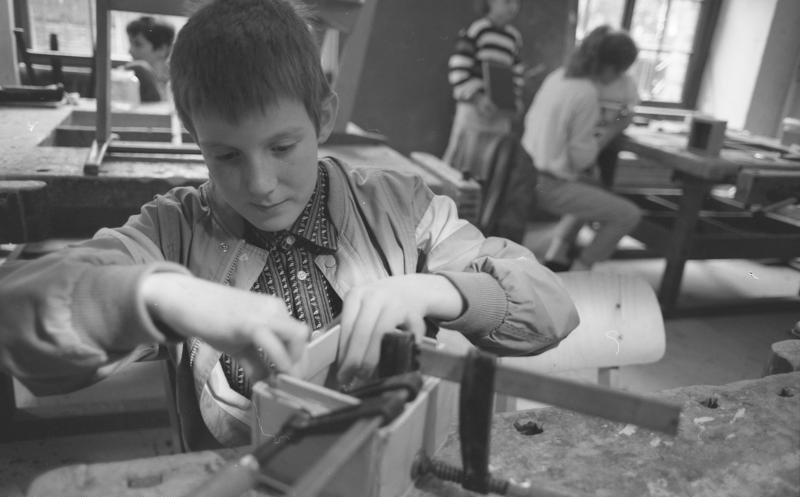
Gymnasiast beim Werkunterricht, Bonn, 1988

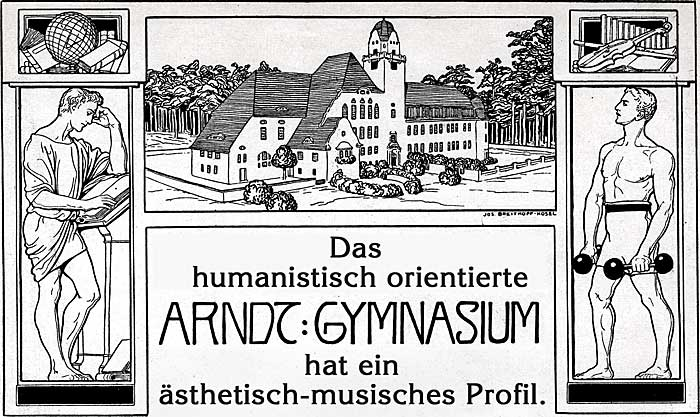
Diese Tafel des Arndt-Gymnasiums Dahlem zeigt zur Linken einen jungen Mann beim Studieren, während ein anderer zur Rechten Sport treibt – eine Versinnbildlichung des antiken Mottos „Mens sana in corpore sano“ – „ein gesunder Geist [wohnt] in einem gesunden Körper“; die Darstellung stammt aus dem Schulprogramm 2008

Die Curricula variieren zwischen den Schulen, aber umfassen grundsätzlich die Kernfächer Deutsch und Mathematik, die oben angesprochenen Fremdsprachen, die Naturwissenschaften Biologie, Physik und Chemie sowie Informatik, die Gesellschaftswissenschaften Erdkunde, Geschichte sowie Wirtschaft und Politik (oder Gesellschaftskunde), die schönen Künste Musik und Kunst (manchmal auch Werken), sowie Philosophie und Religionsunterricht verschiedener Bekenntnisse. Außerdem findet in jeder Jahrgangsstufe auch Sportunterricht statt.
Die Ausbildung an den Gymnasien konzentriert sich ausdrücklich nicht nur auf rein akademische Fähigkeiten; vielmehr sollen ihre Schüler zu umfassend und vielseitig gebildeten Individuen erzogen werden, die ihre Umwelt selbstständig und kritisch erfassen können, um sie dann ausgerichtet an einem ethischen Rahmen positiv zu beeinflussen. Auch die körperliche Gesundheit im Sinne des antiken Mottos „Mens sana in corpore sano“ – „Ein gesunder Geist [wohnt] in einem gesunden Körper“ zählt zu diesen Rahmenbedingungen.
Deshalb sind die Belegung der schönen Künste sowie Religions- oder Philosophieunterricht selbstverständlich, um den aus den übrigen Fächern entspringenden Fähigkeiten einen Rahmen und eine Verankerung in der freiheitlich-demokratischen Grundordnung zu bieten. Da das Grundgesetz die Religionsfreiheit sowie die Trennung von Kirche und Staat (Laizismus) garantiert, steht es jedem Schüler frei, den Religionsunterricht eines Bekenntnisses seiner Wahl (falls angeboten) oder alternativ den Philosophieunterricht zu besuchen.
Während für jüngere Schüler das Curriculum weitestgehend vorgegeben ist (die wesentliche Ausnahme bilden Auswahl und Reihenfolge der Fremdsprachen), können ältere Schüler in einem gewissen Rahmen wählen, welche Fächer sie weiter besuchen und welche sie abwählen möchten. Dabei gelten aber bestimmte Regeln, so müssen die Fächer Deutsch und Mathematik immer belegt werden, außerdem jeweils eine bestimmte Anzahl an Fremdsprachen, Naturwissenschaften, Gesellschaftswissenschaften und je mindestens eine der schönen Künste sowie Religions- oder Philosophieunterricht. Die akademischen Standards in all diesen Fächern sind generell vergleichsweise hoch, da das Gymnasium typischerweise auf die Schüler der oberen 25–35 % des Leistungsspektrums ausgerichtet ist.

## Lehrkörper
Die an den Gymnasien unterrichtenden Gymnasiallehrer müssen in zwei Unterrichtsfächern ein Universitätsstudium mit anschließender Staatsexamensprüfung absolviert haben. Je nach Bundesland kommen zwei weitere Nebenfächer hinzu, häufig handelt es sich entweder um Pädagogik oder Didaktik sowie um Fächer wie Psychologie, Soziologie oder Politologie. Nach Abschluss der universitären Ausbildung folgt eine Referendariatszeit, die durch ein zweites Staatsexamen abgeschlossen wird. Anschließend können sie in den regulären Schuldienst übernommen werden, allerdings zunächst entweder im Angestelltenverhältnis oder aber als Beamter auf Probe. Nach zwei bis drei Jahren folgt gewöhnlich die Verbeamtung auf Lebenszeit, der betreffende Lehrer führt ab dann den Titel eines Studienrats (StR) bzw. einer Studienrätin. Falls später zusätzliche Funktionen und Aufgaben wahrgenommen werden, kann anschließend eine Beförderung zum Oberstudienrat (OStR), Studiendirektor (StD) bis hin zum Oberstudiendirektor (OStD) erfolgen.
Eine Interessenvertretung der Lehrer an Gymnasien und anderen auf das Abitur vorbereitenden Schulen ist der Philologenverband, daneben existieren weitere bedeutende Verbände wie etwa die Gewerkschaft Erziehung und Wissenschaft.

## Geläufige Typen von Gymnasien

### Humanistisches Gymnasium (altsprachliches Gymnasium)

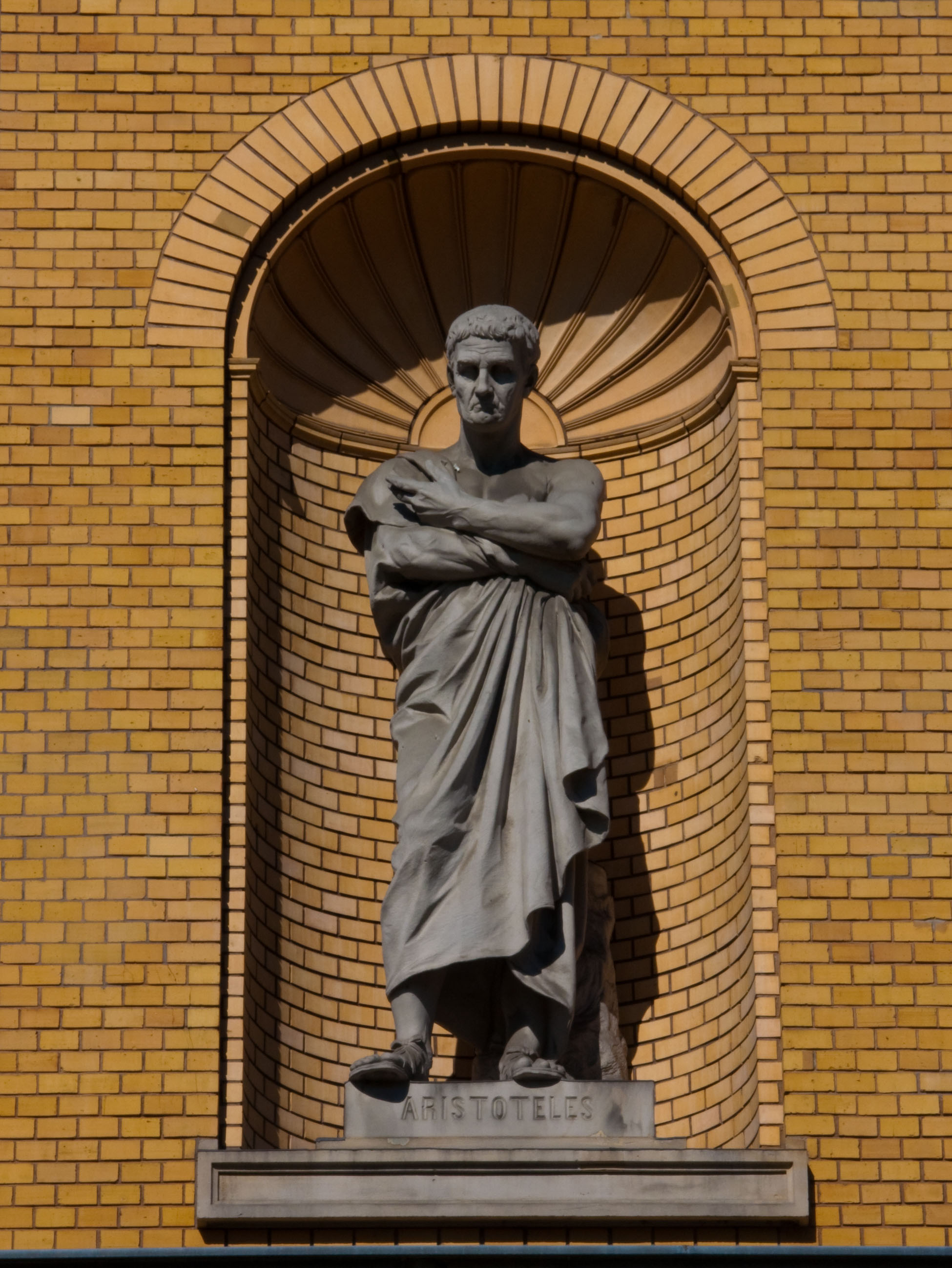
Statue von Aristoteles am humanistischen Joachimsthal’schen Gymnasium

Als älteste und klassische Form des Gymnasiums haben humanistische Gymnasien für gewöhnlich eine jahrhundertealte Tradition. Sie unterrichten neben dem allgemeinen Curriculum auch Latein (als erste Fremdsprache) und Altgriechisch (manchmal auch Hebräisch). Die Wahl einer dritten Fremdsprache ist in der Regel verpflichtend. Ein Großteil des vermittelten Werte- und Bildungskanons basiert auf der Blütezeit der antiken Hochkulturen der Griechen und Römer.
In einigen geisteswissenschaftlichen Studienfächern sind an deutschen Universitäten das Latinum oder sogar das Graecum vorgeschrieben. Dies betrifft nicht nur Theologie und Archäologie, sondern auch moderne Sprachen, Philosophie und Geschichte. Das Latinum ist heute nicht mehr erforderlich für ein Studium der Human- und Veterinärmedizin oder der Rechtswissenschaften.

### Neusprachliches Gymnasium
Der Schultyp des neusprachlichen Gymnasiums ist neueren Ursprungs. Kennzeichnend ist die Wahl einer modernen Sprache als erster Fremdsprache (überwiegenderweise Englisch, manchmal auch Französisch). Außerdem kann auch als zweite Fremdsprache eine moderne Sprache gewählt werden. Anstatt einer dritten Fremdsprache kann auch Physik als Hauptfach belegt werden, so ist der Erwerb des Abiturs ohne Unterricht in einer antiken Sprache möglich.

## Sondertypen von Gymnasien

### Das Sportgymnasium und das Skigymnasium
Das Sportgymnasium bietet neben dem allgemeinen Curriculum vielfältige Möglichkeiten der fokussierten Ausübung eines Sports sowie die entsprechende Betreuung und Anleitung. Häufig wird auch besondere Rücksicht auf die Bedürfnisse der Sportler genommen. Sportgymnasien werden meistens als Internat betrieben, da die Schüler infolge des spezialisierten Charakters dieser Schulen größtenteils von weither stammen. Das Skigymnasium ist eine Art eines besonders spezialisierten Sportgymnasiums.

### Musikgymnasium

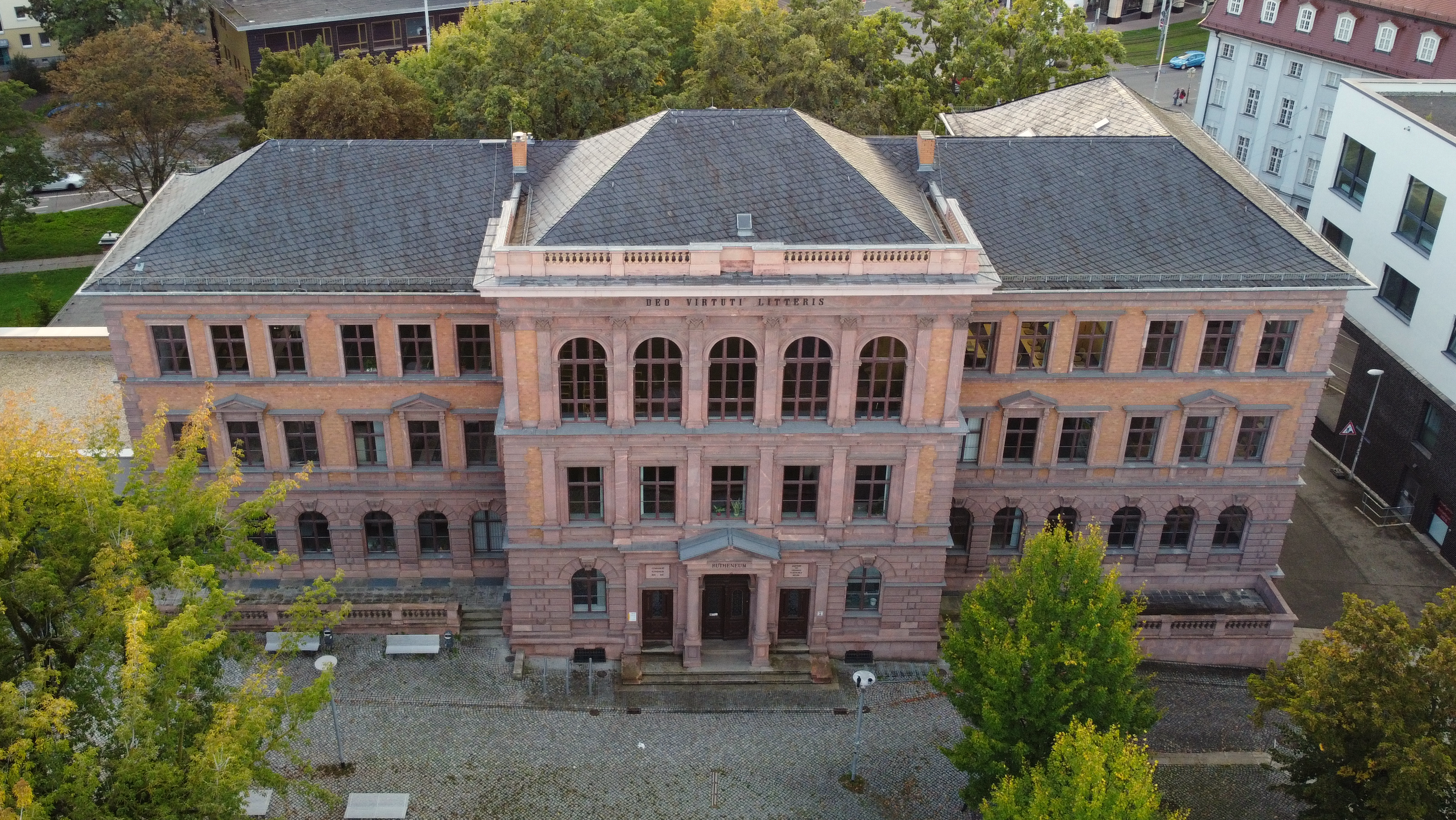
Der Konzertchor des Rutheneums seit 1608 Gera genießt internationale Anerkennung

Im Musikgymnasium wird besonderer Wert auf das Erlernen eines oder mehrerer Musikinstrumente gelegt; neben dem generellen Curriculum gibt es eine Reihe weiterer musischer Pflicht- und Wahlfächer.

### Europäisches Gymnasium
Das Europäische Gymnasium fokussiert seinen Unterricht auf den Erwerb moderner, in Europa gesprochener Fremdsprachen sowie auf die vertiefte Vermittlung von Wissen bezüglich Europas sowie europäischer Zusammenhänge und Sichtweisen. Häufig müssen mindestens drei moderne Fremdsprachen belegt werden, oft kann sogar eine vierte freiwillig hinzugewählt werden.
Flüssiges Beherrschen mindestens zweier Fremdsprachen ist Voraussetzung für den erfolgreichen Abschluss an diesen Schulen.

### Grundständiges Gymnasium
Als grundständiges Gymnasium wird in Berlin und Brandenburg ein Gymnasium bezeichnet, das Schüler bereits ab der 5. Jahrgangsstufe aufnimmt. Beide Bundesländer sind die einzigen, in denen die Grundschule in der Regel 6 Schuljahre dauert. Im Anschluss wechseln die Schüler entweder in eine Integrierte Sekundarschule oder ein Gymnasium.
Unter bestimmten Voraussetzungen haben Schüler jedoch die Möglichkeit, bereits nach der 4. Jahrgangsstufe in ein grundständiges Gymnasium zu wechseln. Diese Schulen verfügen über spezielle Profile, die einen früheren Start rechtfertigen. Zusätzlich sind einige Schulen auf die Förderung spezieller Talente ausgerichtet, während andere Klassen für breit gefächerte Begabungen bieten. Im Einzelnen sind dies:
- altsprachlicher Bildungsgang
- Schnelllernerklassen
- Schulen für mathematisch-naturwissenschaftlich Begabte, an denen in Kooperation mit der Humboldt-Universität zu Berlin unterrichtet wird
- Spezialförderungen im Fachbereich Musik
- Spezialförderungen an Eliteschulen des Sports
- Ausbildungswege an der Staatlichen Ballettschule
- weitere Schulen mit Profilklassen (bilingual, mathematisch-naturwissenschaftlich-technisch, musikbetont)[12]

Derzeit (Stand 2022) sind 36 der 91 Berliner Gymnasien grundständig. Diese Gymnasien haben jeweils einen Schwerpunkt in den Bereichen Alte Sprachen, Musik
Das Konzept des grundständigen Gymnasiums ist nicht unumstritten. Die Berliner Bildungsverwaltung befürchtet, dass „den Grundschulen die begabteren und zu Hause besser geförderten Kinder schon nach der vierten Klasse entzogen werden“ könnten.

## Realgymnasium
Das Realgymnasium ist ein früherer Gymnasialtyp, dessen Unterrichtsschwerpunkt bei der Mathematik und den Naturwissenschaften lag. Im Zuge der Bildungsreformen der 1960er Jahre wurde er abgeschafft.

## Gymnasien für die Erwachsenenbildung
Für Erwachsene, die ihre ursprüngliche Schullaufbahn nicht mit dem Abitur beendet haben, gibt es eine Reihe (weiterhin kostenloser) auf die Erwachsenenbildung spezialisierter Gymnasien, die den nachträglichen Erwerb des Abiturs ermöglichen. Meistens umfassen diese Schulen nur die oberen drei oder vier Jahrgänge des Gymnasiums, da in der Regel eine Realschulabschluss (mittlere Reife) Zugangsvoraussetzung ist und somit nur noch das zusätzliche Wissen, welches Realschulabschluss und Abitur unterscheidet, vermittelt werden muss. Typische Beispiele sind das Abendgymnasium, das Aufbaugymnasium und das Wirtschaftsgymnasium.

## Leistungsbewertung
Die meisten Schüler eines Gymnasiums planen den anschließenden Besuch einer Hochschule, was auch mit der Hauptaufgabe des Gymnasiums, nämlich der Vorbereitung auf eine akademische Ausbildung, übereinstimmt. Dementsprechend ist die Notenvergabe an Gymnasien relativ streng, auch wenn es große Unterschiede zwischen den einzelnen Bundesländern gibt. Einer Studie zufolge befindet sich ein Oberstufenschüler mit genau durchschnittlichen mathematischen Fähigkeiten (also Fähigkeiten, die genau dem Durchschnitt der mathematischen Fähigkeiten aller Oberstufenschüler seines Altersjahrgangs entsprechen; bei einem objektiven Test schneiden 50 % besser und 50 % schlechter ab als er selbst) am unteren Ende der Leistungen einer Gymnasialklasse und bekäme nur die Note „5“ (und würde unter Umständen durchfallen), während derselbe Schüler an einer Gesamtschule in der oberen Hälfte des Leistungsspektrums anzufinden wäre und die Note „3+“ bekäme. Die Studie kommt zu dem Schluss, dass dieser exakt durchschnittliche Schüler deshalb zur vollen Entfaltung seiner Fähigkeiten auf einem anderen Schultyp als dem Gymnasium besser aufgehoben wäre.
Mehreren Studien zufolge haben Gymnasien in den südlichen Bundesländern höhere Leistungsstandards als die Gymnasien in anderen Teilen der Republik. So schnitten bei einem wissenschaftlich erarbeiteten standardisierten Mathematiktest Schüler der südlichen Bundesländer wesentlich besser ab als jene weiter nördlich. Auch bei einer der PISA-Studien zeigten Schüler aus den Ländern Bayern, Baden-Württemberg, Sachsen und Thüringen die besten Ergebnisse.

## Schulsport

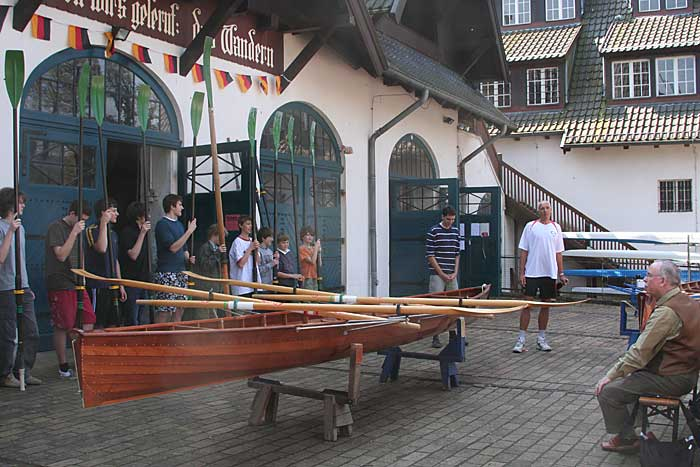
Schüler des Arndt-Gymnasiums in Dahlem bei einer Bootstaufe, 2007

Schüler aller Jahrgangsstufen müssen Kurse des Sportunterrichts belegen. Darüber hinaus haben viele Gymnasien noch diverse Mannschaften oder Arbeitsgemeinschaften (AGs), in denen Schüler freiwillig einen Sport vertiefen können. Typische Sportarten sind Fußball, Tischtennis, Federball, Rudern oder Hockey.

## Sonstige Aktivitäten

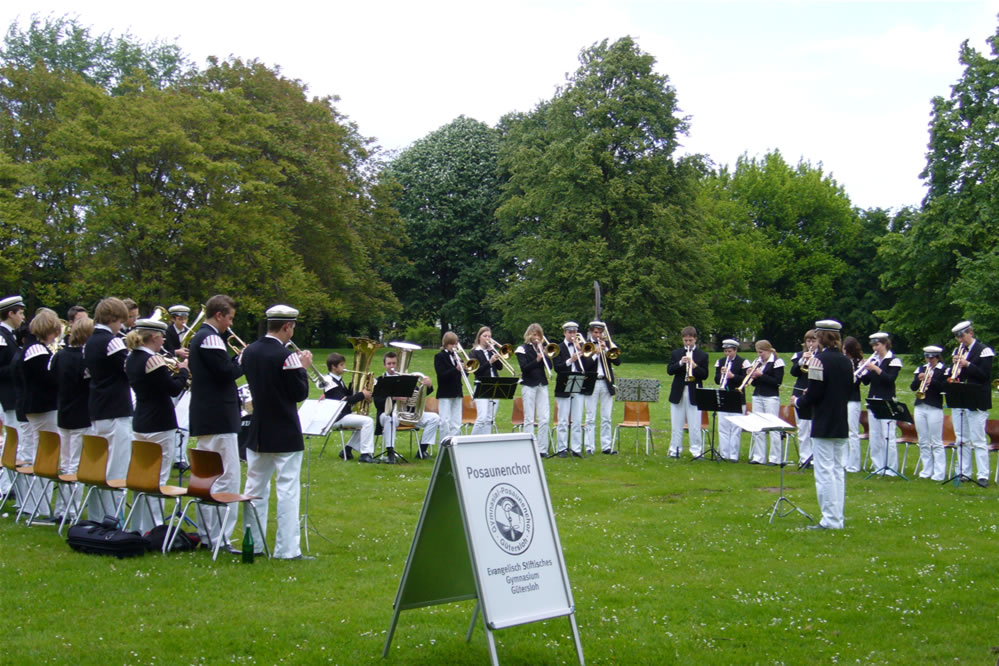
Posaunenchor des Gymnasiums in Gütersloh, 2006, die Schüler tragen traditionelle Uniformen und Mützen

An den meisten Gymnasien gibt es viele verschiedenen AGs, z. B. diverse Chöre, Mitwirkung in Musicals oder Theateraufführungen, Schachclubs, Fotografie, Verfassen und Herausgeben einer Schülerzeitung oder Fürsorge für die Umwelt und vieles mehr.
An einigen Gymnasien müssen die Schüler an mindestens einer AG mitwirken, meistens aber ist die Teilnahme völlig freigestellt.

## Auslandsjahr
In den letzten Jahrzehnten haben immer mehr Gymnasiasten die Möglichkeit genutzt, ein Halb- oder auch ein ganzes Jahr im Ausland die Schule zu besuchen, um ihre Sprachkenntnisse (meistens Englisch) zu vertiefen und eine andere Kultur kennenzulernen. Dies entspricht auch dem oben angesprochenen Bemühen um die Vermittlung einer umfassenden Bildung anstatt der Durchführung einer reinen „Ausbildung“ im Sinne optimaler wirtschaftlicher Verwertbarkeit.
Im klassischen Modell des neunjährigen Gymnasiums bzw. der dreizehnjährigen Schulbildung wurde typischerweise der elfte Jahrgang für einen Auslandsschulbesuch genutzt, da Schüler, die bestimmten Leistungskriterien entsprachen (z. B. einem bestimmten Notenschnitt), eine Fortsetzung des Schulbesuchs in Deutschland in der zwölften Klasse erlaubt wurde, so dass sich die Schulbesuchsdauer insgesamt nicht verlängerte und die Schüler auch wieder in ihre gewohnte Klasse zurückkehren konnten.
Mit Einführung des achtjährigen Gymnasiums zählt der elfte Jahrgang bereits in die Qualifikationsphase des Abiturs, so dass ein Austausch in diesem Jahr nur schwerlich möglich ist. Stattdessen ist nun der zehnte Jahrgang optimal, wenn es nicht zu einer Verlängerung der Schulzeit kommen soll, allerdings sind damit auch die Schüler noch ein Jahr jünger, wenn sie zum ersten Mal alleine ins Ausland gehen sollen, und es stellt sich die Frage, ob deswegen nicht letztlich weniger Schüler als andernfalls diese Gelegenheit wahrnehmen werden.
Zudem besteht die Möglichkeit, nach Abschluss der 10. Klasse ein Auslandsjahr zu absolvieren, um nach der Rückkehr den Besuch des Gymnasiums in der 11. Klasse wieder aufzunehmen.

## Schuluniform

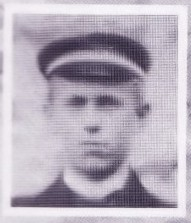
Gymnasiasten mit traditionellen Mützen, 1904. Das Tragen wurde nicht als Pflicht, sondern als Privileg gesehen.

Im Allgemeinen gibt es an deutschen Gymnasien – wie an den meisten deutschen Schulen – keine Schuluniform. Zwar bieten viele Schulen Kleidung mit dem Schulnamen und -wappen an, allerdings ist das Tragen freiwillig.
Früher hingegen war das Tragen einer kennzeichnenden Schulmütze unter Gymnasiasten üblich. Deren Farbe variierten zwischen den Gymnasien und Klassenstufen.
Nach der Machtergreifung der Nazis wurden diese Mützen aus politischen Gründen verboten, teilweise sogar in der Öffentlichkeit verbrannt. Die Identifizierung der Schüler mit ihrer Schule und deren Werten sollte vermieden werden. Stattdessen sollten alle Schüler Uniformen der Hitlerjugend bzw. des BDM tragen.
Heutzutage hingegen werden diese Mützen wieder verkauft.
Seit einigen Jahren ist es auch üblich, zur Feier des Abiturs ein eigenes Polohemd oder T-Shirt für den jeweiligen Abiturjahrgang zu erstellen, das dann bei verschiedenen Gelegenheiten während der Abiturzeit getragen wird (z. B. zum Abistreich).

## Fördervereine

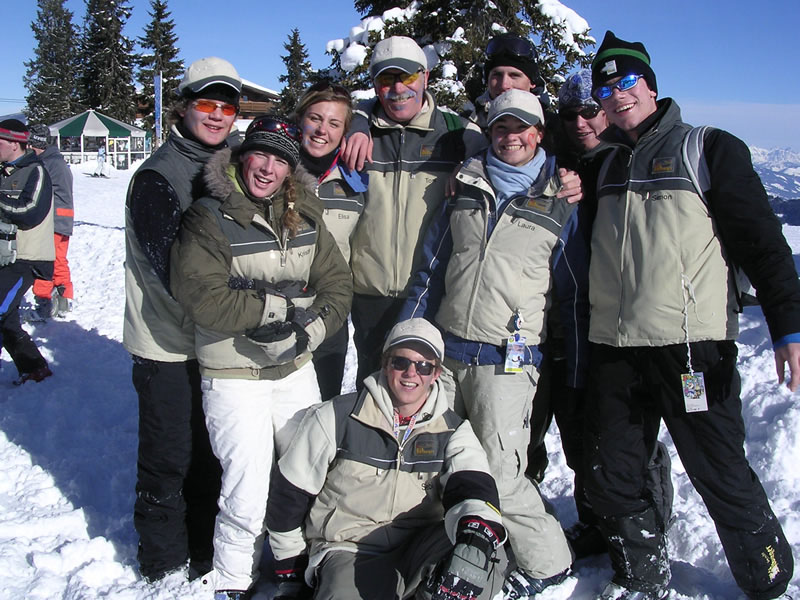
Gymnasiasten auf Skifreizeit. Häufig werden die Kosten derartiger Veranstaltungen für ärmere Schüler von Fördervereinen getragen.

Fördervereine oder Schulvereine versuchen auf verschiedene Weisen die jeweilige Schule zu unterstützen. Sie werden meistens von Eltern oder Alumni finanziert.

## Schulgeld
Die überwiegende Mehrheit der Gymnasien in Deutschland wird öffentlich betrieben und verlangt kein Schulgeld. Nach Artikel 7, Abs. 4 des Grundgesetzes dürfen Schüler nicht aufgrund des Einkommens ihrer Eltern benachteiligt werden. Deswegen bieten die meisten privaten Gymnasien Stipendien oder den Schulbesuch zu einem reduzierten Schulgeld für Kinder aus einkommensschwachen Familien an.
2005 gab der deutsche Staat durchschnittlich 5400 Euro pro Gymnasiast und Jahr aus; dies ist weniger, als pro Schüler an einer Hauptschule (5600 Euro) oder an einer Gesamtschule (5700 Euro) ausgegeben wurde, aber mehr als pro Realschüler (4500 Euro).

## Integration von Schülern mit Migrationshintergrund
Während ein Drittel aller deutschen Schüler mindestens einen Elternteil ausländischer Herkunft hat,
ist der Anteil von Schülern mit Migrationshintergrund an den Gymnasien wesentlich geringer.
Allerdings gilt diese anteilige Unterrepräsentation nicht pauschal für alle Gruppen von Zuwanderern; so besucht von den Kindern mit russisch-jüdischem, chinesischem, koreanischen oder vietnamesischen Hintergrund sogar ein höherer Anteil Gymnasien, als dies bei Kindern mit rein deutschem Hintergrund der Fall ist.

## Abschneiden von Gymnasiasten in verschiedenen Tests

### Intelligenzquotient
Nur einige wenige spezialisierte Gymnasien wählen ihre Schüler anhand von IQ-Tests aus. Eine Studie von 1999 legte offen, dass Zehntklässler von regulären Gymnasien und Zehntklässler von Realschulen einen höheren Intelligenzquotient haben als Zehntklässler von Gesamt- oder Gemeinschaftsschulen. Außerdem war der Rückstand der Gesamtschüler in der zehnten Klasse noch höher als bereits in der siebten Klasse.
Die Medien reagierten auf diese Studie mit der Aussage, Gesamtschulen seien „ein Ort, an dem die Intelligenz verkümmert“.
Nach Aussage des Max-Planck-Instituts für Bildungsforschung verkümmert die Intelligenz an Gesamtschulen nicht; Schüler der zehnten Klasse der Gesamtschule schnitten nicht schlechter ab als Schüler der siebten Gesamtschulklasse. Stattdessen vergrößere sich der Unterschied, da der Intelligenzquotient der Gymnasiasten und Realschüler in der Zeit zwischen der siebten und der zehnten Klasse weiter wächst. Dies wird unter anderem damit begründet, dass bei diesen beiden Schultypen die lernschwächsten Schüler die Schule zwischenzeitlich verlassen, da sie mit dem Niveau des Rests der Klasse nicht mithalten können.

### Das Gymnasium und das Abschneiden bei standardisierten Tests
In Deutschland werden keine regelmäßigen standardisierten und objektiven Tests zum Leistungsvergleich zwischen Gymnasien und Gesamtschulen unternommen, und die meisten Schüler sind deshalb mit dieser Art von Test nicht vertraut. Allerdings nutzen einige Wissenschaftler standardisierte Tests zur Schulevaluation. Demnach übertreffen die Leistungen von gymnasialen Zehntklässlern diejenigen von Gesamtschulzehntklässlern um eine volle Standardabweichung bei einem standardisierten Mathematiktest. Dies entspricht einem Vorsprung von zwei bis drei Schuljahren. Die Unterstützer von Gesamtschulen kritisieren solche Studien mit der Begründung, dass standardisierte Tests Gesamtschüler benachteiligen, da Gesamtschüler vor allem Kompetenzen wie „Unabhängigkeit, Teamwork, Kreativität und Konfliktmanagement“ erlernten, was aber in Tests nicht gemessen werde. In einigen Bundesländern wie Niedersachsen wird dem Rückstand Rechnung getragen, indem Gesamtschüler und Realschüler, welche die 10. Klasse erfolgreich absolvierten, bei einem Wechsel ans Gymnasium grundsätzlich erneut in die 10. Klasse eingeschult werden.

### Gymnasiasten und soziale Fähigkeiten
Einer umstrittenen Studie zufolge, die den Charakter der Schüler verschiedener Schulformen auf Grundlage eines standardisierten Tests erfasst, sind Realschüler und Gymnasiasten eher dazu bereit, respektvoll und verantwortungsbewusst mit den Gefühlen anderen Menschen umzugehen, als dies für Gesamtschüler gilt.
Dieser Studie zufolge gibt es unter Gymnasiasten den höchsten Anteil an als „selbstlos“ eingestuften Schülern, verglichen mit allen anderen Schulformen.
Diese Studie wurde allerdings von vielen Seiten kritisiert mit der Begründung, der Charakter könne nicht mit standardisierten Tests gemessen werden und die Antworten der Schüler könnten von ihrem wirklichen Verhalten abweichen. Außerdem wurde bemängelt, dass die Fragen in zu akademischer Sprache und damit für viele Gesamtschüler missverständlich formuliert worden waren.

### Leistungen von Gymnasiasten beim TOEFL
Schüler, die das Abitur auf einem Gymnasium anstreben, erzielen deutlich bessere Ergebnisse beim TOEFL (englisch „Test of English as a Foreign Language“) als zukünftige Abiturienten einer Gesamtschule, die allerdings wiederum noch etwas besser waren als Schüler eines Aufbaugymnasiums, Technischen Gymnasiums oder eines Wirtschaftsgymnasiums.
| Schultyp                         | Prozent an Schülern, die mindestens … | Prozent an Schülern, die mindestens … | Prozent an Schülern, die mindestens … |
| Schultyp                         | 500 Punkte erreichen                  | 550 Punkte erreichen                  | 600 Punkte erreichen                  |
| -------------------------------- | ------------------------------------- | ------------------------------------- | ------------------------------------- |
| Traditionelles Gymnasium         | 64,7 %                                | 32,0 %                                | 08,1 %                                |
| Gesamtschule/Gemeinschaftsschule | 30,5 %                                | 11,3 %                                | 02,2 %                                |
| Aufbaugymnasium                  | 18,9 %                                | 05,2 %                                | 00,9 %                                |
| Wirtschaftsgymnasium             | 19,7 %                                | 05,7 %                                | 00,4 %                                |
| Technisches Gymnasium            | 22,3 %                                | 12,6 %                                | 01,0 %                                |